# Cheilopallene brevichela
Cheilopallene brevichela là một loài nhện biển trong họ Callipallenidae. Loài này thuộc chi Cheilopallene. Cheilopallene brevichela được miêu tả khoa học năm 1961 bởi Clark.